# Medienholding Klambt

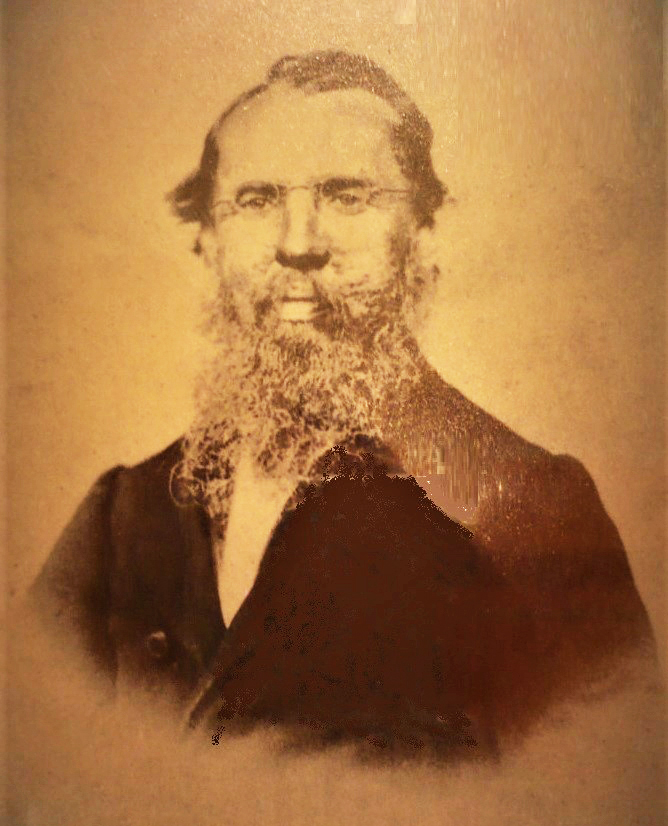
Wilhelm Wenzel Klambt (1811–1883)

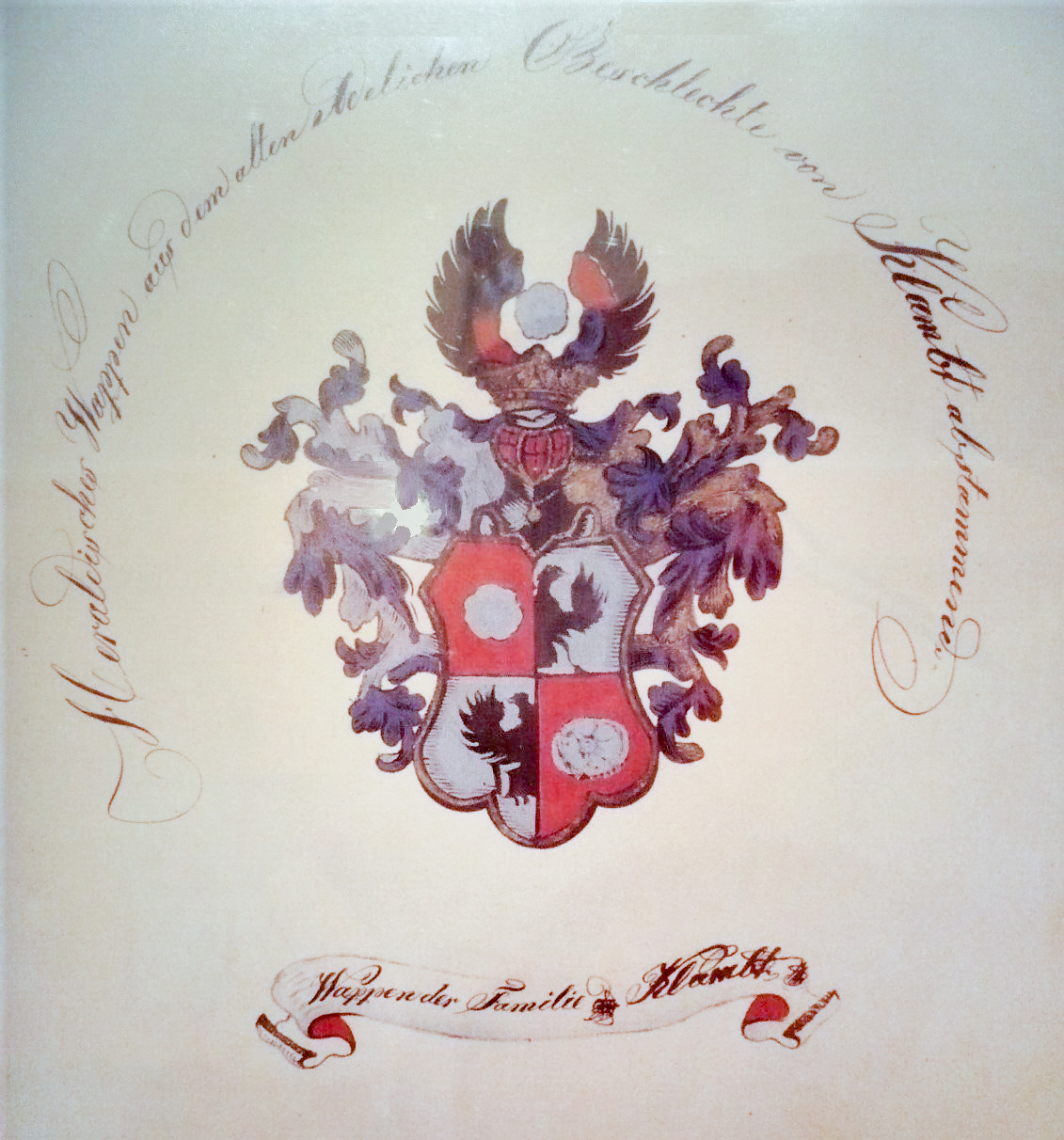
Wappen Klambt

Die Medienholding Klambt mit der führenden Medienholding Klambt Verwaltungsgesellschaft mbH (bis 2009: Verlagsgruppe Klambt) ist ein deutscher Medienkonzern. Neben dem Mediengeschäft gehört auch die Versicherungsgeneralagentur Klambt & Endres zum Unternehmen.
Die Mediengruppe gehört zu 80 Prozent der Verlegerfamilie Rose und zu 20 % der Familie Muscate.

## Geschichte
Der Ursprung des Konzerns geht auf die Zeitschrift Der Hausfreund zurück, die 1843 im schlesischen Neurode vom Buchhändler Wilhelm Wenzel Klambt gegründet wurde. Die Verlagsgruppe bezeichnet sich daher selbst als „einer der ältesten deutschen Publikumsverlage“. Bereits 1906 gründete Klambt Zweigstellen in Hamm und in Speyer.
Nach dem Zweiten Weltkrieg ließ sich der Verlag in Speyer nieder, wo er noch heute seinen Verwaltungs- und Hauptsitz hat. Die Redaktionen haben ihren Sitz in Baden-Baden, Berlin, Hamburg und Speyer.

### Der Hausfreund für alle Stände
Das Erscheinen von Der Hausfreund im Jahr 1843 war für die Bürgerschaft Neurodes eine kleine Sensation und lieferte über Tage und Wochen ausgiebigen Gesprächsstoff. Hier fanden sich kirchliche Nachrichten sowie Kleinanzeigen ortsansässiger Kaufleute. Auch Wilhelm Wenzel Klambt wies auf seine von ihm verfasste Stadtchronik hin. Die anderen Seiten waren gefüllt mit Lesestoff. Derb und packend geschrieben, entsprach er dem Geschmack der Zeit.
Im Verlauf der 40 Jahre wuchs das Interesse an politischen Vorgängen. Auch W. W. Klambt bezog mutig Stellung zu aktuellen politischen Fragen. Seine Ausführungen wurden von Feind wie Freund gleichermaßen aufmerksam gelesen. Die Stimme Klambts und damit die des Hausfreunds bekam Gewicht.
1848 erscheint der Hausfreund in einer modernen Aufmachung. Herausgegeben wurde diese nun von „W. W. Klambt Druck und Verlag der Redaktion“. Im Jahr 1944 wurde das Erscheinen auf Befehl der Reichspressekammer eingestellt.

## Geschäftsfelder
Die Mediengruppe KLAMBT gibt etwa 65 verschiedene Zeitschriftentitel im In- und Ausland heraus. Zum Angebot zählen zehn Programmzeitschriften, wovon sie vier (Funk Uhr, Bildwoche, TV Neu und die zwei) im Zuge von Kartellauflagen an die Funke Mediengruppe wegen der Übernahme von Publikationen der Axel Springer SE erhielt. Außerdem gehören zum Angebot der Mediengruppe KLAMBT sieben wöchentliche Frauenzeitschriften, Happy Way, Liebes Land sowie Rätsel-, Frisuren- und Food-Zeitschriften.
Ende 2018 übernahm die Mediengruppe Klambt vom Jahreszeiten Verlag ein Portfolio von sechs Zeitschriften im Frauen- und Gesundheitssegment (Für Sie, Petra, Vital, Iss' dich gesund, Feel good, Dr. Wimmer). Die Übernahme stand unter dem Vorbehalt der Genehmigung durch die Kartellbehörden.
Im Juni 2022 verkündete der Verlag, dass für die Zeitschriften Grazia, Petra, Jolie und Für Sie eine zentrale Printredaktion geschaffen werde.
Neben mehreren Publikumsverlagen gehören auch der Bereich Druckvorstufe sowie eine bundesweit tätige Versicherungsgeneralagentur zur Unternehmensgruppe. Zudem hält die Mediengruppe Beteiligungen an Pressevertrieben, privaten Rundfunksendern und an der Freizeitwoche GmbH & Co. KG.

## Gerichtsprozesse
2003 titelte das Blatt Die neue Frau mit der Behauptung, Victoria von Schweden habe von ihrem Vater eine Insel als „Liebesnest“ geschenkt bekommen. Nach einer Klage der Prinzessin vor dem Landgericht Frankenthal einigte sich der Verlag mit dem Klägeranwalt auf den Abdruck einer Gegendarstellung auf der Titelseite. Das ebenfalls zur Verlagsgruppe Klambt gehörende Blatt Woche der Frau hatte drei Wochen darauf von einer angeblich bevorstehenden Liebeshochzeit der Prinzessin mit Prinz Nikolaus von Griechenland berichtet. Auch die Woche der Frau dementierte nach dem Vergleich auf der Titelseite.
2004 verklagte das schwedische Königshaus die Verlagsgruppe Klambt erneut. Es geht um 500 Titelbilder und 1.558 Einzelforderungen; ein Gutteil der inkriminierten Berichterstattung erschien bei Die neue Frau. Schwedische Medien berichteten, insgesamt fordere das Königshaus eine Schadensersatzsumme von 4,4 Millionen Euro.
2005 reichte das schwedische Königshaus eine weitere Klage gegen die Verlagsgruppe Klambt ein. Im Juli 2009 sprach das Hamburger Oberlandesgericht der Schwedischen Krone in dieser Sache schließlich einen Schadenersatz in Höhe von 400.000 Euro zu. Begründet wurde dieser mit einer über Jahre hinweg erfundenen Berichterstattung und damit einhergehenden, laut Gericht „rücksichtslosen“ Verletzungen des Persönlichkeitsrechts der Prinzessin Madeleine. Der Bundesgerichtshof bestätigte 2011 die Entscheidung, womit sie rechtskräftig wurde.

## Beteiligungen
Der Konzern hält Anteile an verschiedenen deutschen Medienunternehmen:
- Freizeitwoche Verlag GmbH & Co KG, Rastatt. An diesem Joint-Venture hält Klambt 20 %, die übrigen 80 % der Bauer Verlag. Der Verlag gibt das Magazin Freizeitwoche heraus.
- 4 % Anteile am rheinland-pfälzischen Regionalhörfunksender Radio RPR
- Anteile am baden-württembergischen Regionalhörfunksender Radio Regenbogen
- Von 2004 bis 2005 mit 100 % an der SCSI Schulungscenter GmbH in Stuttgart
- 40 % Beteiligung an der Münchner Content-Agentur Storyboard GmbH. Storyboard produziert unter anderem die ADAC Motorwelt.
- 100 Prozent an dem Verlag Delius Klasing[9]
- Weiterhin ist Klambt an verschiedenen Vertriebs- und Druckunternehmen beteiligt.

## Zeitschriftentitel
Frauenzeitschriften
- 7 Tage – das große Adelsmagazin
- Die neue Frau
- Frau mit Herz
- Grazia
- Heim und Welt (am 14. Juni 2014 eingestellt)
- In
- Jolie
- Lea
- Welt der Frau (im April 2007 eingestellt)[10]
- Woche der Frau
- Woche aktuell (im Dezember 2008 eingestellt)[11]
- OK!

Programmzeitschriften
- die zwei
- Funk Uhr
- Bildwoche
- Super TV
- TV neu!
- TV Genie
- TV piccolino
- TV 4 Wochen
- TV 4 x 7
- my TV
- tv 4plus1

Frisuren
- Die Neue Frau-Frisuren
- Lea – Coiffure nouvelle
- Lea Frisuren
- Lea New Look
- Lea Nuevo Look
- Lea Nuovo Look
- Welt der Frau-Frisuren

Küche
- Backen für Weihnachten
- Backen im Frühling
- Backen nach Großmutters Art
- Cuisine sympa
- Die besten Obstkuchen
- Die schönsten Backrezepte
- Frühlings-Feste
- Grillen & Party
- Herbst-Feste
- Lea – Schnelle Küche
- Lea – AsiaKüche
- Lea – Urlaubs-Küche
- Nostalgie Backen
- Omas Lieblingsrezepte
- Pâtisserie façon grand-mère
- Rezepte mit Pfiff

Astrologie
- Astro
- Astrogramm
- Mein Horoskop
- Meine Sternstunden

Rätsel
- Extra
- Freizeit & Rätselmagazin
- Frühlings-Rätsel
- Gewinn-Rätsel Spaß
- Gewinnen Sie
- Gewinnrätsel
- Glücks-BOX
- Glückspilz
- Herbst-Rätsel
- Rätsel & Freizeit
- Rätsel & Gesundheit
- Rätsel 2008
- Rätsel König
- Rätsel mit Pfiff
- Rätsel Prinz
- Sommer-Rätsel
- Weihnachtsglück
- Winter-Rätsel
- Volks-Rätsel

Sonstige
- Adel aktuell
- Die Neue Frau
- Ingrid – Maschen für die Familie
- Ingrid – Stricken für Kinder
- Ingrid – Unser Baby
- Mein Glück
- neue Gesundheit
- Stars und Melodien
- Liebes Land
- Happy Way
- Martha Stewart Living

Ausland
- Lea Coiffure – nouvelle (Frankreich)
- Lea – Nuevo Look (Spanien)
- Lea – Nuovo Look (Italien)